# Vertelde tijd
De vertelde tijd is het tijdsbestek dat in een verhaal of deel van een verhaal besproken wordt. Zo kan men in een boek de vertelde tijd aanwijzen van bijvoorbeeld hoofdstuk 1, maar ook van het gehele boek of van een enkele bladzijde. Het is de tijd die in het verhaal is verstreken.
In de zin: Vier jaar later kocht Jaap een nieuwe fiets is de vertelde tijd vier jaar, maar de verteltijd één zin.
De begrippen verteltijd en vertelde tijd werden in 1946 geïntroduceerd door Günther Müller.

## Gerelateerde begrippen
Isochronie / in real time ( in filmtermen ) / dramatische tijd ( in literaire termen ) betekent dat de verteltijd gelijk staat aan de vertelde tijd. Bij een vertraging is de vertelde tijd korter dan de verteltijd en bij een versnelling is de vertelde tijd juist langer dan de verteltijd.